# Kalmarnäslandets naturreservat
Kalmarnäslandets naturreservat är ett naturreservat i Håbo kommun i Uppsala län.
Området är naturskyddat sedan 1999 och är 426 hektar stort, fördelat på 90 hektar land och 336 hektar sjö. Reservatet omfattar ett område vid östra sidan av Ekolsundsviken och består närmast vattnet av kala klippor och karga hällmarker för att mer inåt land bestå av barrskog med lövträd som jätteekar och stora lindar. Det finns också en bäckravin och äldre betesmarker med många grova tallar och ekar.

I reservatet finns cirka 90 häckande fågelarter, bland annat fiskgjuse.

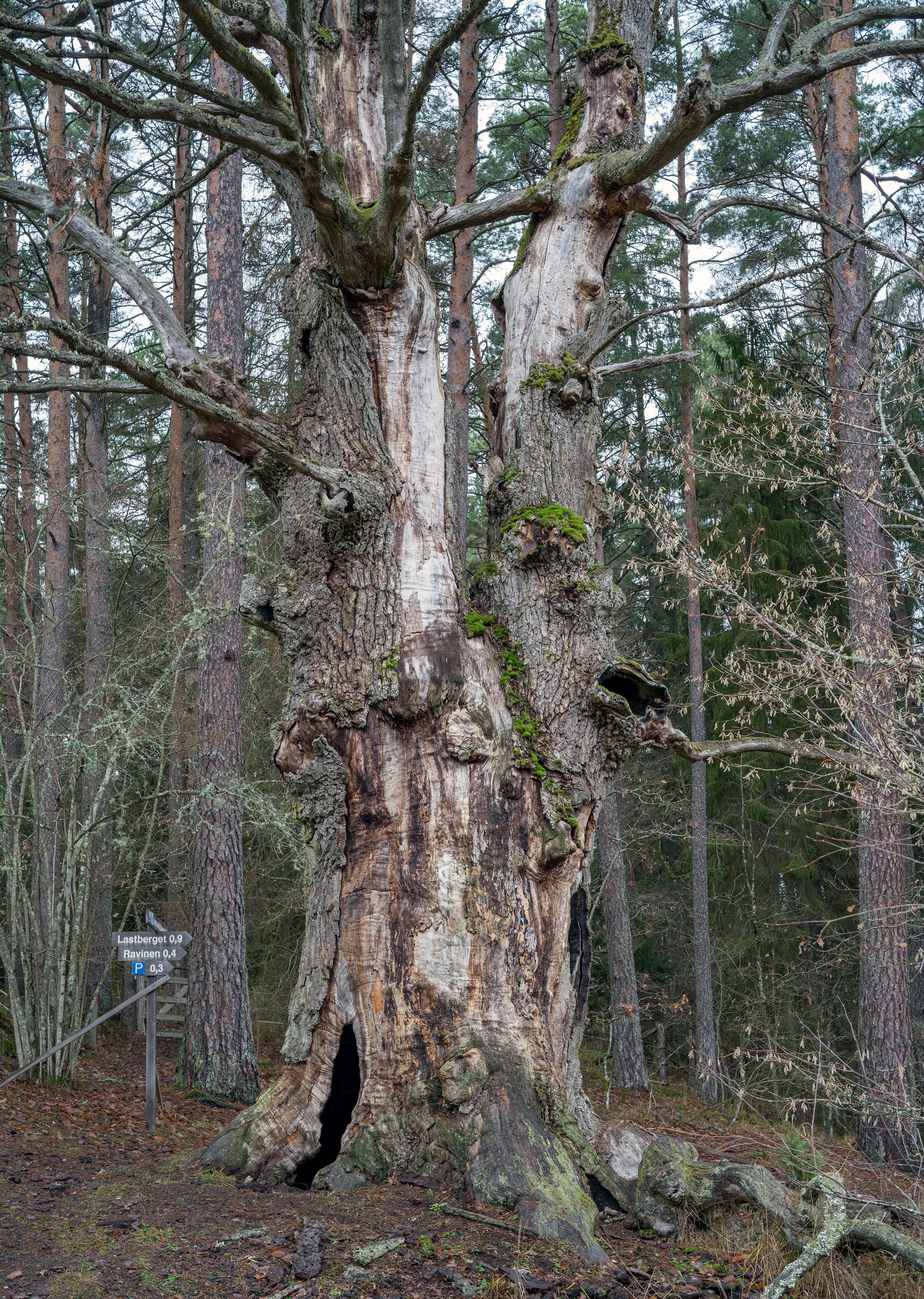
Mycket gammal ek.
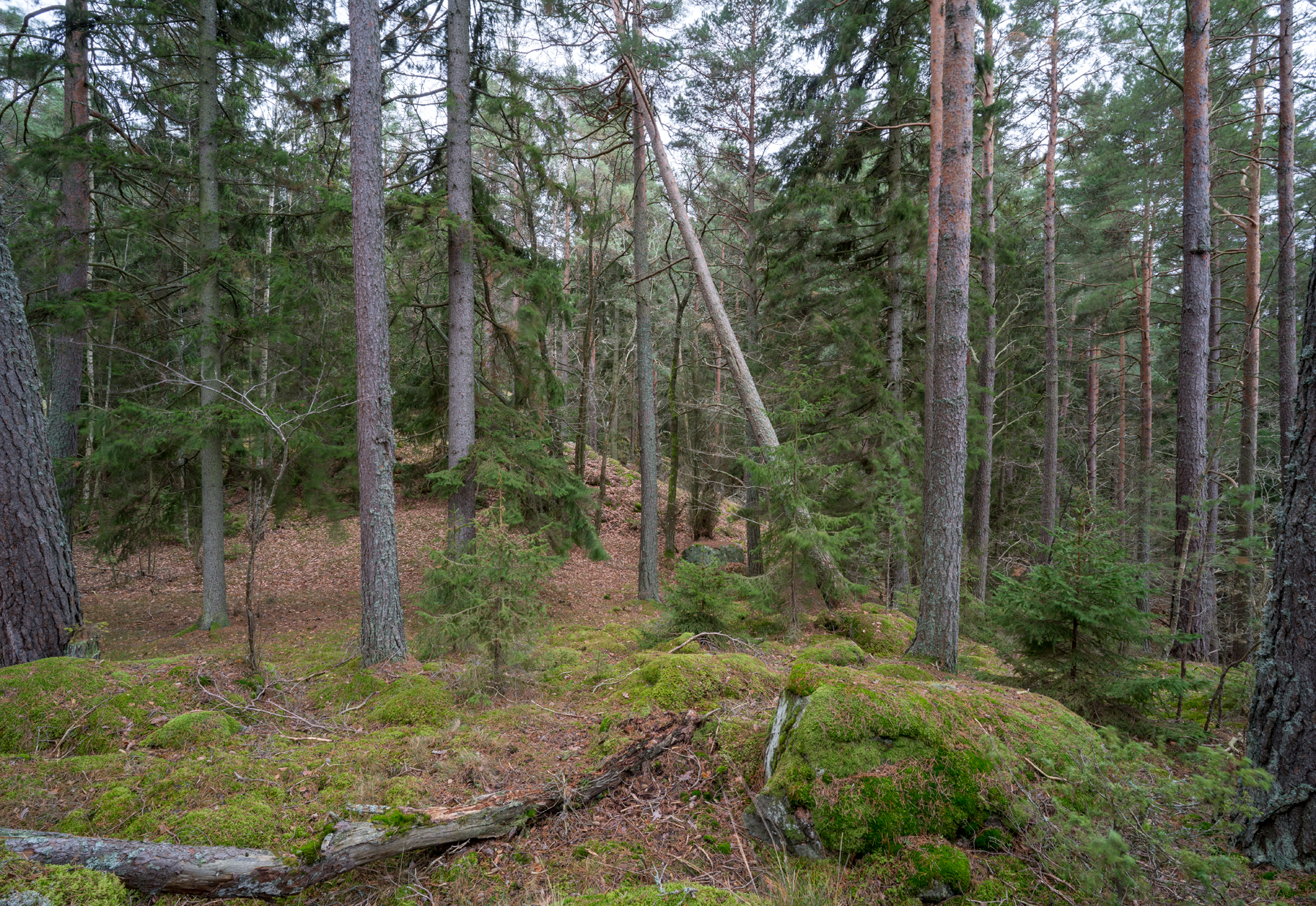
Tall och gran med inslag av lövträd.
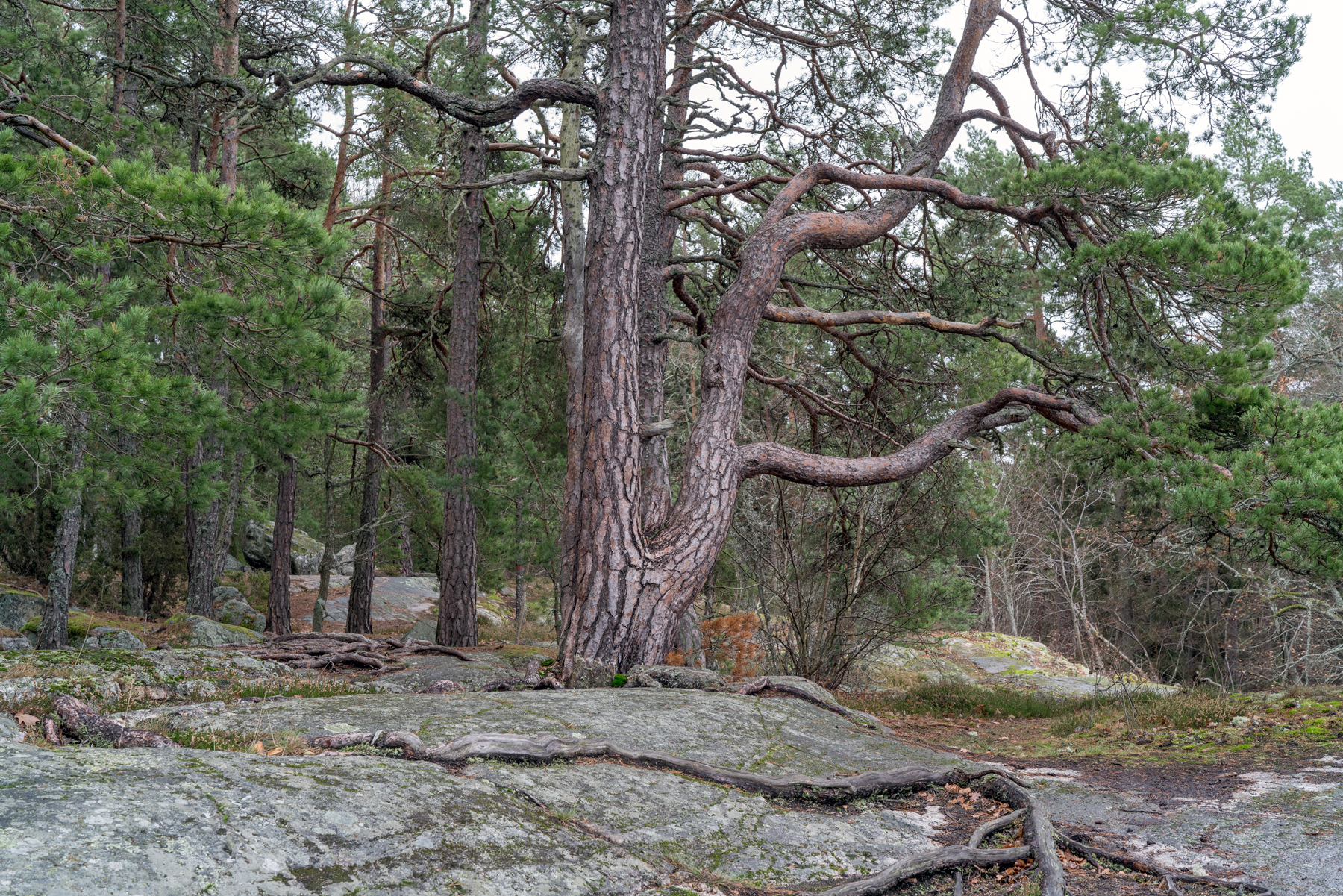
Hällmark.
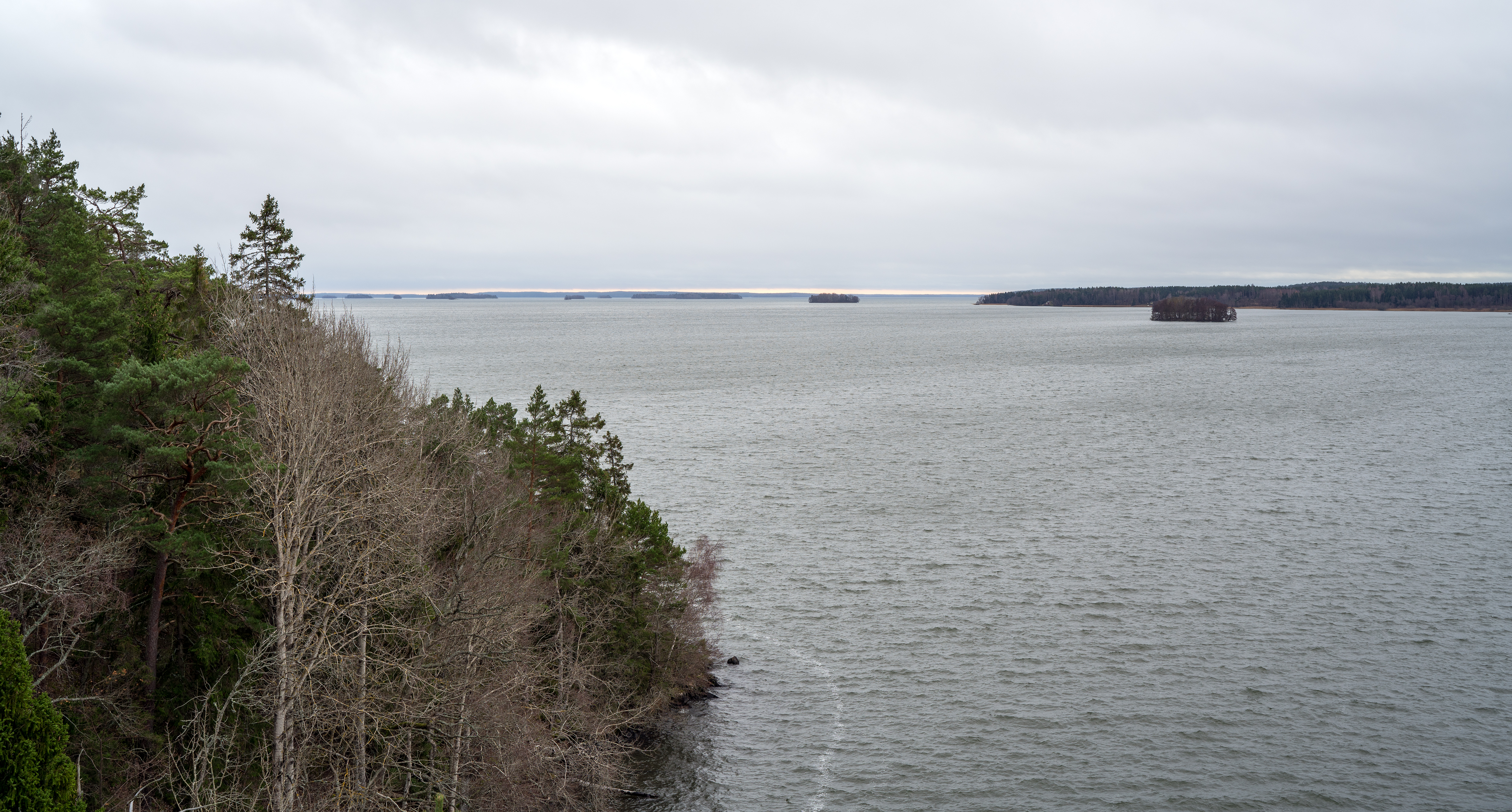
Utsikt över Ekolsundsviken.

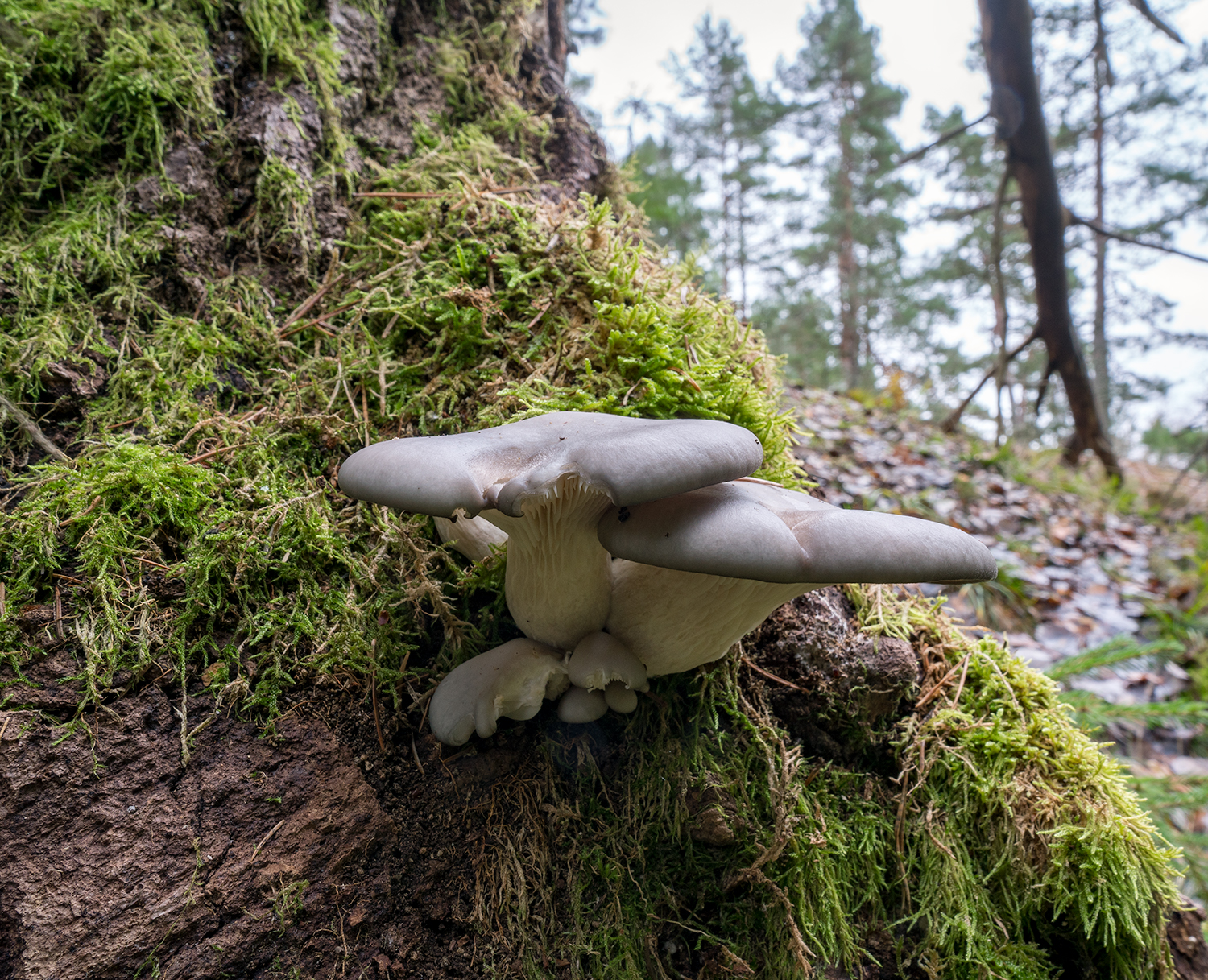
Ostronmussling.
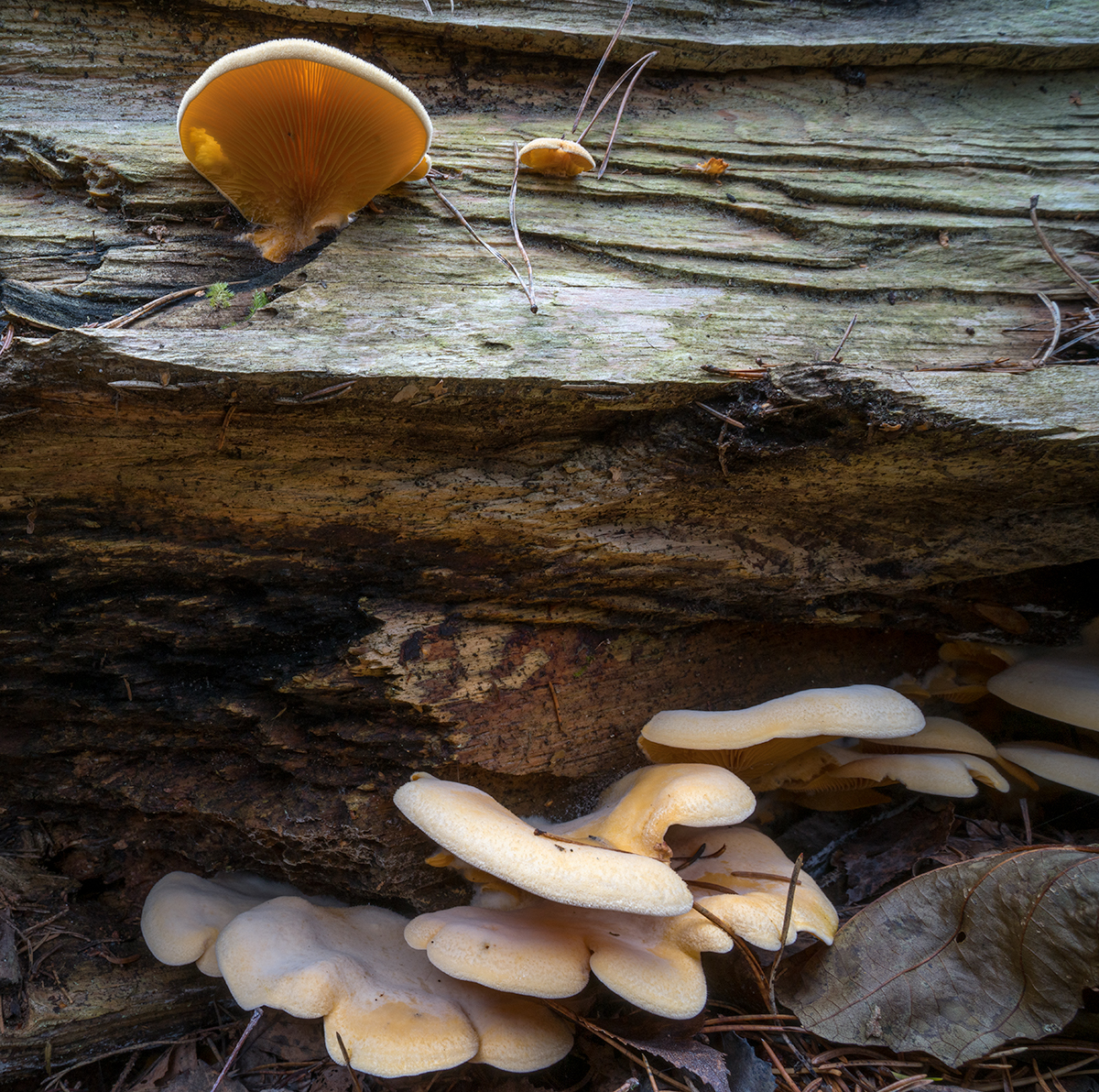
Stinkmussling på granlåga.
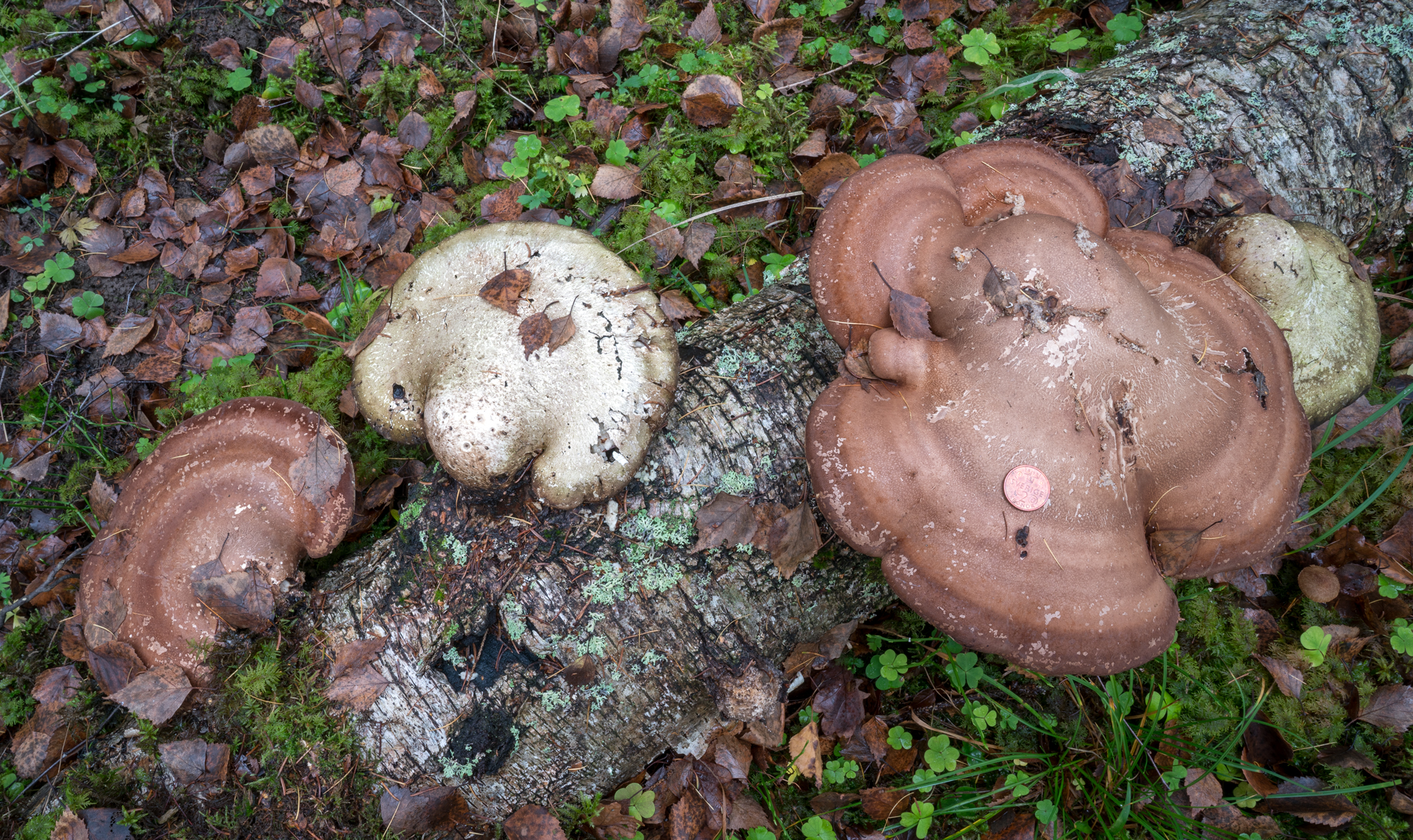
Björktickor - yngre och äldre vitfärgade.